# مارتن يوليوس هالفورسن
مارتن يوليوس هالفورسن (بالنرويجية البوكمول: Martin Julius Halvorsen)‏ هو سياسي نرويجي، ولد في 4 نوفمبر 1867، وتوفي في 7 مارس 1951. حزبياً، نشط في حزب العمال. وقد انتخب عضو برلمان النرويج ‏.